# 丝路体
丝路体是一款汉字美术字体，由中国美术学院研究生刘和存设计，并以丝绸之路体之名入围第八届“方正奖”字体设计大赛并获得排版优秀奖，由方正字库开发。该字体的特色在于将阿拉伯字母的造型特征融入到汉字书写中来，模仿木制扁形斜面硬笔的笔法。用于表现新疆文化和伊斯兰文化题材的设计，也迎合了同时期的“一带一路”倡议。
丝路体的设计灵感源自模仿藏文竹笔笔法的藏意汉体。